# Budova Odborné školy pro umělecké zámečnictví
Budova Odborné školy pro umělecké zámečnictví je historická novorenesanční budova v Hradci Králové, na třídě Československé armády (274/55).

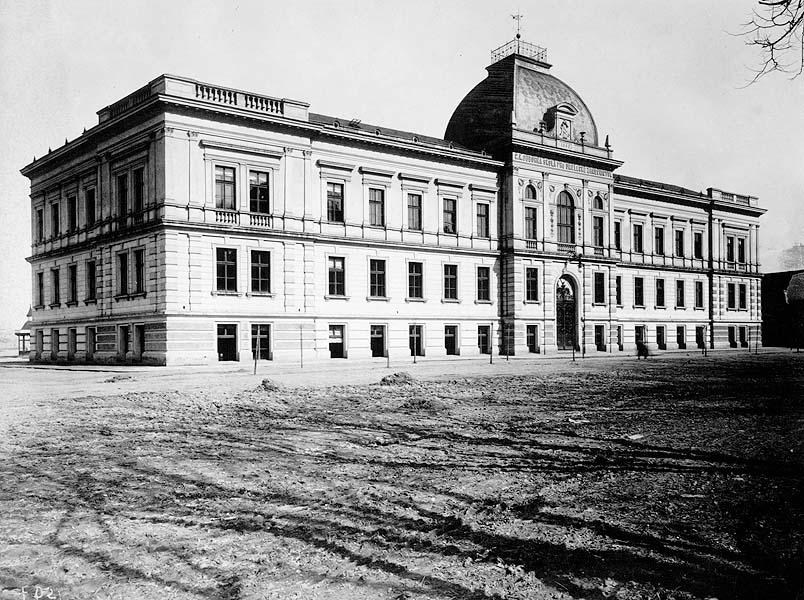
Budova školy na konci 19. století

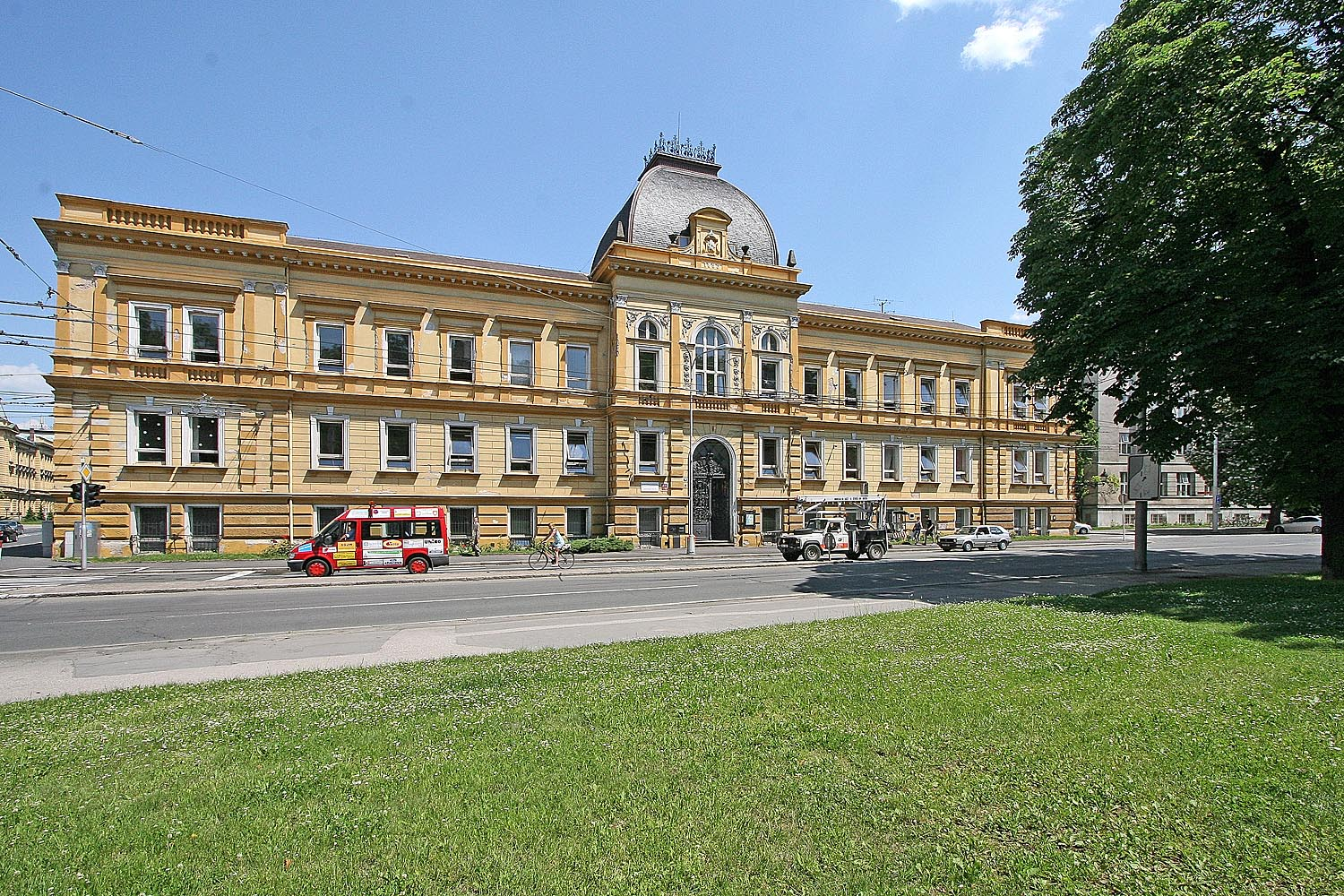
Stav budovy v roce 2007

Dne 31. prosince 1891 městská rada Hradce Králové rozhodla, že bude postavena tato školní budova, a to nákladem 60 tisíc zlatých. Mezi podporovatele výstavby patřili Ladislav Jan Pospíšil či František Ulrich.
Budova Odborné školy pro umělecké zámečnictví se stala první stavbou dokončenou podle regulačního plánu z roku 1890. Byla totiž vybudována podle plánů Tomáše Suhrady již v letech 1892–1893 (konkrétně 23. srpna 1892 až srpen 1893) v místě někdejších pevnostních hradeb v bloku D. Zkolaudována ale byla až dne 14. července 1896. Budovu postavila firma Dvořák a Fischer z Českých Budějovic. Po dokončení v roce 1894 se stala hlavním prostorem velké hospodářské, průmyslové a národopisné výstavy.

## Popis
Jedná se o jednopatrovou novorenesanční budovu se zvýšeným přízemím. Symetrické průčelí je rozčleněno centrální částí s vyšším rizalitem a zastřešenou čtyřbokou kupolí. Novorenesanční pojetí je uplatněno např. v podobě bosovaného soklu, říms oddělujících podlaží a konzolové hlavní římsy.
Na budově školy je umístěn městský lev v segmentovém štítu, letopočet 1893 a dvě lví hlavy vedle okna v 1. patře. Kovaná vrata, nárožní lucerny, mříže a ostatní zámečnické práce jsou dílem žáků a učitelů školy.

## Využití

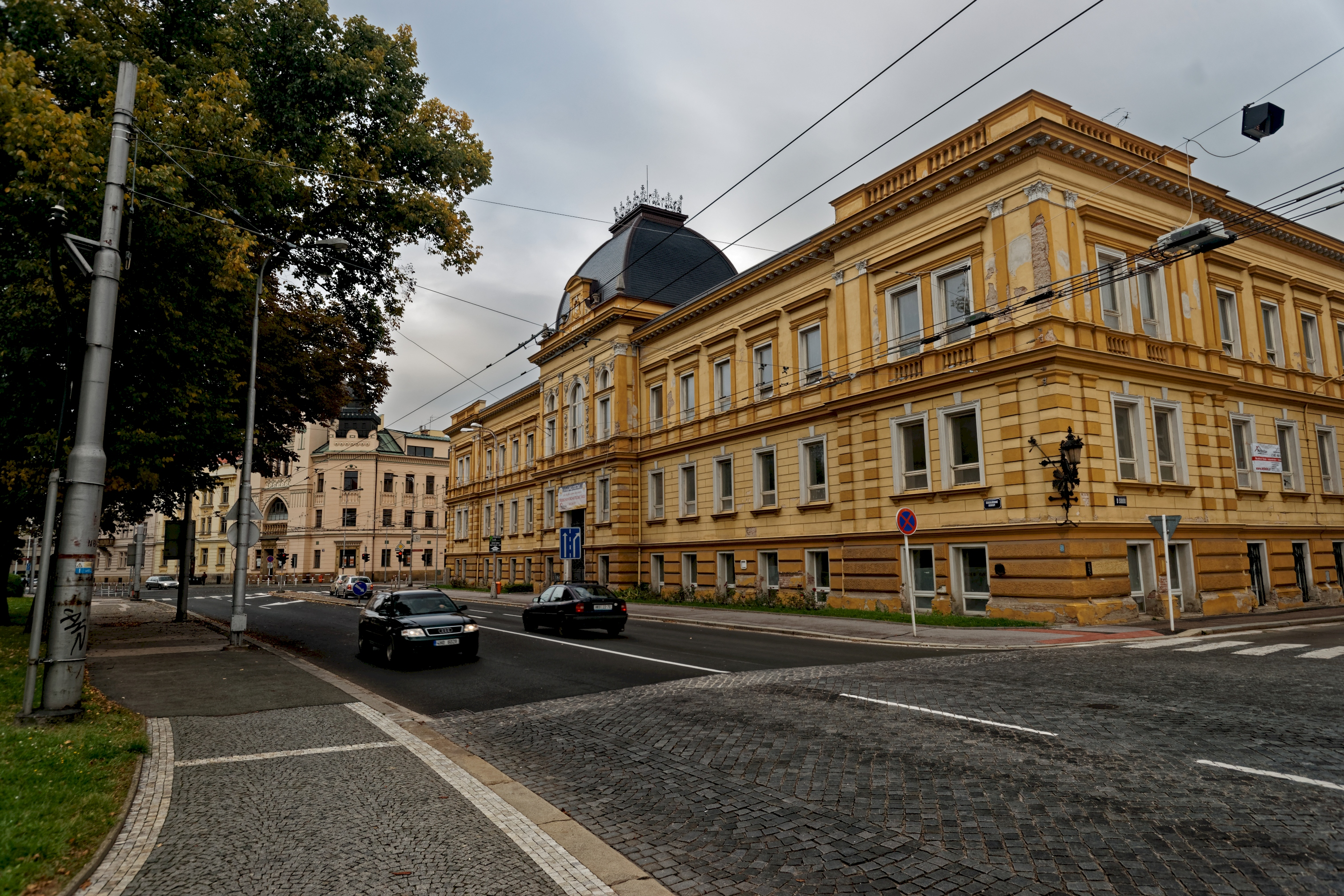
Budova školy před rekonstrukcí, stav 2010

Budova slouží celou dobu své existence školním účelům. Byla postavena pro odbornou školu pro umělecké zámečnictví, která se v druhé polovině 20. let 20. století transformovala v rámci reorganizace místních škol a v budově zůstala živnostenská škola pokračovací.
V letech 1896 až 1912, tedy v období od rozdělení městského muzea na průmyslové a historické do dokončení nové budovy na Eliščině nábřeží, byly v budově školy zároveň umístěny umělecko-průmyslové sbírky a muzejní knihovna.
V roce 1914 přerušila výuku v budově první světová válka, ze školní budovy se stal vojenský lazaret.
V roce 1930 byl objekt na třídě Československé armády upraven pro dívčí rodinnou školu v Hradci Králové. Také názvy této školy se měnily (Veřejná odborná škola pro ženská povolání, od 1932 Městská odborná škola pro ženská povolání, od 1942 Gewerbeschule für Frauen, Frauenerwerbsschule). V roce 1949 došlo k přejmenování na Vyšší hospodářskou školu a zestátnění.
Také druhá světová válka přinesla krátkodobé přerušení školní využití, když objekt využívala německá policie a dívčí domov německé mládeže.
V roce 1959 začala budovu využívat střední průmyslová škola chemická z Pardubic.
Od roku 1960 sídlila v budově Střední ekonomická škola. V roce 1964 byla v rámci školy zřízena Státní jazyková škola, o čtyři roky později přejmenovaná na Střední ekonomická školu J. Purkyně (později přejmenovaná na Obchodní akademie a Jazyková škola s právem státní jazykové zkoušky). Kapacita budovy byla opět nedostatečná. Proto v 70. letech 20. století vznikla na dvoře utilitární přístavba. V roce 2008 byla tato škola přesunuta do prostor původní obecné a měšťanské školy od Josefa Gočára, v ulici V Lipkách.
V roce 2010 tehdy nevyužívanou budovu získala ve výběrovém řízení hotelová škola z Třebechovic pod Orebem. Výuka zde po nutné rekonstrukci opět začala od prvního září 2011.